# جگوار رایت
جگوار رایت (انگلیسی: Jaguar Wright؛ زادهٔ ۱۷ مهٔ ۱۹۷۷) یک خواننده-ترانه‌سرا، و خواننده اهل ایالات متحده آمریکا است.
او پنج آلبوم استودیویی منتشر کرده است و بخشی از گروه Okayplayer است. رایت در کنار بازیگران رپ مانند The Roots، (⎘ جی-زی) و Blackalicious اجرا و همکاری داشته است.
او قبل از نقل مکان به فیلادلفیا که در حدود ۱۲ سالگی بود، در نیوجرسی به دنیا آمد و بزرگ شد.